# كهف أورورا
كهف أورورا هو كهف من الحجر الجيري، وهو جزء من كهوف تي أنا-أو في فيوردلاند، في الجزيرة الجنوبية لنيوزيلندا على الجانب الغربي من حوض جليدي عميق يحتوي على بحيرة تي أناو. يتم فصل كهف أورورا بواسطة مستنقع من كهف تي أنا-أو (كهف سياحي). تم تشكيل الكهف بواسطة تونل بورن، الذي يصب من بحيرة أوربل في وادي تاكاهي. يبلغ عمق كهف أورورا 267 مترًا و6 كم طولا. حوالي عام 1988 تم اكتشاف حفريات فرعية لنوع منقرض من الضفادع. أطلق عليه اسم ضفدع أورورا (Leiopelma auroraensis).